# (32200) Seiicyoshida
(32200) Seiicyoshida ist ein Asteroid des äußeren Hauptgürtels, der am 28. Juli 2000 vom japanischen Astronomen Yasukazu Ikari am Dainik-Observatorium (Dynic Astronomical Observatory) bei einer Helligkeit von etwa 17,7 mag entdeckt wurde. Nachträglich konnte der Asteroid bereits auf Aufnahmen nachgewiesen werden, die am 18./19. Dezember 1996 und am 3. Februar 1998 an der Xinglong Station des Astronomischen Observatoriums Peking sowie im Mai 1999 und Juni/Juli 2000 am Lincoln Laboratory ETS in New Mexico gemacht worden waren.
Benannt ist der Asteroid nach dem japanischen Astronomen Seiichi Yoshida (* 1974). Er ist der Begründer des Projekts Multitudinous Image-based Sky-survey and Accumulative Observations (MISAO), leistet Beiträge zur Entdeckung Veränderlicher Sterne und erforscht die photometrische Beobachtung von Kometen.

## Wissenschaftliche Auswertung
Eine Auswertung von Beobachtungen durch das Projekt NEOWISE im nahen Infrarot führte 2011 zu vorläufigen Werten für den Durchmesser und die Albedo im sichtbaren Bereich von 12,4 km bzw. 0,06.